# 格氏蚁蛛
格氏蚁蛛（学名：Myrmarachne grahami）为跳蛛科蚁蛛属的动物。在中国大陆，分布于四川、江苏等地。该物种的模式产地在四川。